# Via delle Casine
Via delle Casine si trova a Firenze, dal lungarno della Zecca Vecchia a via Ghibellina. Lungo il suo tracciato si innestano: via Tripoli, via San Giuseppe, via dei Malcontenti, via dei Conciatori e via Pietro Thouar.

## Storia
Strada alquanto antica, deve il suo nome all'architettura semplice e popolare che la caratterizza, contrando coi palazzi nobiliari di qualche isolato più verso il centro. Era infatti appartata e caratterizzata da abitazioni architettonicamente modeste, legate ai pescatori d'Arno, che risiedevano nel tratto prossimo a via Ghibellina, e ad altri lavoratori umili. L'andamento obliquo nella griglia cittadina, fu probabilmente dovuto alle spartizioni dei terreni tra gli insediamenti religiosi della zona: la strada divideva infatti San Giuseppe da Santa Maria Annunziata di Monticelli, poi costeggiava gli orti dei Santi Jacopo e Filippo e andava ad aprirsi davanti alla chiesa di Santa Maria della Neve del monastero delle Murate. 
La via è divisa in tre tratti che un tempo avevano altrettanti nomi: da quella che era la riva a via Tripoli si chiamava via del Renaio, in onore a un antico mestiere che si svolgeva sul fiume, e fu aperto solo nel 1880 sui terreni dello spedale della Torricella; fino a via San Giuseppe via tra due Orti (l'orto di Santa Croce e quello dello Spedale dei Tintori di Sant'Onofrio); e infine propriamente via delle Casine nel tratto fino a via Ghibellina.
L'unificazione del tracciato sotto uno stesso nome fu deliberata dalla giunta comunale il 25 novembre 1876.

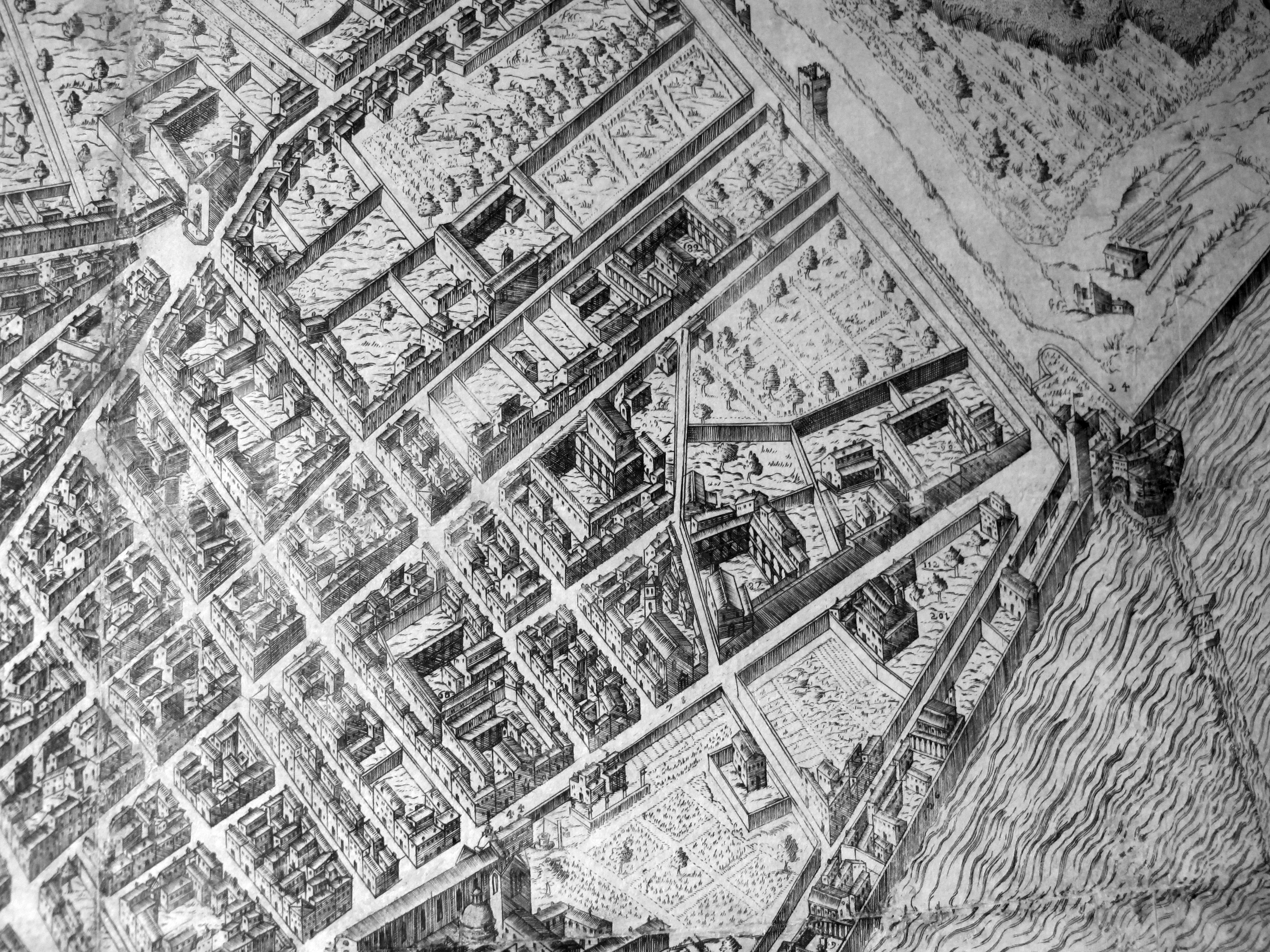
La zona di via delle Casine nella pianta del Buonsignori (1594)
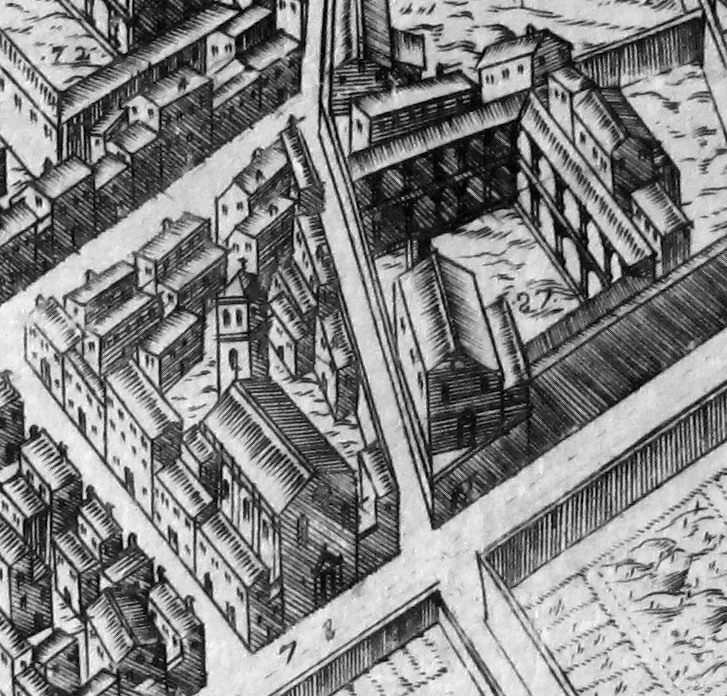
La strada tra le chiese di San Giuseppe e di Monticelli, nella stessa mappa

## Descrizione
Lungo il tracciato della strada si innestano: via Tripoli, via San Giuseppe, via dei Malcontenti, via dei Conciatori e via Pietro Thouar.
Attualmente la strada, soprattutto nel tratto da via San Giuseppe a via Ghibellina, mostra numerosi edifici eretti e riconfigurati nell'Ottocento che affiancano le più antiche 'casine' comunque fatte oggetto di interventi di restauro e riqualificazione, per cui si pone come area residenziale di discreto fascino e interesse. Il tratto verso via Ghibellina, in cui si vendono le "casine" che hanno ispirato il nome della strada.

### Edifici
| Immagine | N°       | Nome                               | Descrizione |
| -------- | -------- | ---------------------------------- | --- |
|          | 1r       | Hotel Paoli                        | Si trova qui un lato secondario con piccolo cortile e giardino dell'Hotel Paoli, affacciato sul lungarno della Zecca Vecchia. L'attuale costruzione risale agli anni settanta dell'Ottocento, riconducibile all'attività dell'ingegnere Nemes Martelli. L'intera proprietà fu restaurata tra il 1970 e il 1971 su progetto dell'architetto Giorgio Di Battista, con integrazione degli elementi in pietra artificiale lacunosi e sostituzione delle lastre deteriorate dello zoccolo in pietra serena (intervento premiato dalla Fondazione Giulio Marchi nel 1972). |
|          | 6        | Palazzina Pontenani                | L'edificio costituisce la cantonata tra via Tripoli e, per quanto di non particolare rilievo architettonico, è nobilitato da scudi che si ripropongono sia sull'accesso al giardino (da via delle Casine) sia sulla cantonata, con l'arme della famiglia aretina dei Pontenani. Su via delle Casine si vede anche una buchetta del vino. Dalla fine degli anni ottanta del Novecento è sede della maison Regina Schrecker. |
|          | s.n.     | Orti di Santa Croce                | All'altro angolo con via Tripoli si nota l'alta parete che delimitava gli ampi orti del convento di Santa Croce, oggi spartiti tra varie istituzioni pubbliche e private. |
|          | 1        | Scuola Città Pestalozzi            | Il complesso guarda alla strada con due semplici edifici a tre piani, uno di quattro assi, l'altro di tre, nell'uno e nell'altro caso riconducibili ad annessi al palazzo Bardi Serzelli di via San Giuseppe 9. Qui ha sede la Scuola Città Pestalozzi, fondata dal pedagogista Ernesto Codignola nel 1945, all'indomani della fine della Seconda Guerra Mondiale, con l'obiettivo di "offrire un servizio sociale alle famiglie disagiate del quartiere di Santa Croce e costituire uno spazio educativo per la formazione democratica del cittadino". Nata come scuola di Differenziazione Didattica (nome dato allora alle scuole sperimentali a tempo pieno, di 8 ore) non ha cessato dalla sua nascita di sperimentare metodi innovativi di educazione "non autoritaria", basati sull'educazione dei ragazzi all'autogoverno e all'auto affermazione. |
|          | 14       | Ex-spedale dei Tintori             | In questa zona ebbe sede l'"Università dei Tintori", nata presumibilmente dal 1339 per iniziativa dell'Arte dei Tintori, in particolare un ospedale per i suoi associati, dedicato a sant'Onofrio. Nel 1719, per iniziativa del granduca Cosimo III, l'Università cedette le proprietà alle Cappuccine di Perugia, che trasformarono il luogo in un monastero con chiesa. Nel 1724 il cantiere, guidato da Giovanni Filippo Ciocchi, completò la ristrutturazione secondo lo stile cappuccino. Nel 1808 il monastero fu requisito dai francesi, e nel 1866 divenne proprietà del demanio. Le Cappuccine furono costrette a trasferirsi in diverse sedi e il luogo fu adibito a vari scopi. Nel 2003 la Biblioteca Nazionale Centrale di Firenze ottenne il permesso di utilizzare l'area come deposito ed emeroteca, con lavori che si dovrebbero concludere nel 2024-2025 circa. |
|          | 16       | Pia Casa di Lavoro di Montedomini  | Soprattutto su questo lato, dove ebbero sede il monastero di Montedomini, sono visibili nell'esterno resti cospicui dell'architettura originaria. Si segnala la presenza di una lapide, posta dal Comune di Firenze nel 1999 in prossimità dell'angolo con via Pietro Thouar, a ricordare il luogo dove fu ucciso da alcuni militanti di Prima Linea, il 20 gennaio 1978, l'agente Fausto Dionisi. |
|          | 5-7      | Casa dei Monellini                 | Si tratta di un basso edificio al due piani in aderenza al fianco della chiesa di San Giuseppe. Già convento dei Minimi di San Francesco di Paola, l'immobile (presumibilmente con altri ambienti dell'esteso edificio che segue) fu concesso nel 1786 dal granduca Pietro Leopoldo alla Pia Casa di Rifugio di San Filippo Neri (detta popolarmente Pia Casa dei Monellini), già in via dei Cimatori, nata dagli intenti di Ippolito Francini nel 1650 e ufficialmente stabilita da Filippo Franci nel 1653, volta al ricovero, alla cura, all'istruzione e all'avvio a un mestiere di fanciulli poveri. Nel 1853 in questa nuova sede Luigi Passerini registrava la presenza di 62 ragazzi, così come l'esistenza nei locali terreni di botteghe "da darsi a diversi capi di officine a modica pigione, ad oggetto di potervi disporre ad apprendere i vari mestieri quel maggior numero di alunni che sia possibile, e così più facilmente poterli avere soggetti alla continua sorveglianza dei superiori". |
|          | 9-15     | Convento delle Fanciulle del Ceppo | Il casamento di notevolissima estensione, presumibilmente in parte definitosi aggregando il convento in aderenza alla vicina chiesa di San Giuseppe, ospitò il convento delle Fanciulle del Ceppo, nato come emanazione della Compagnia di San Nicola che un tempo in questa zona possedeva l'ospedale dei Santi Filippo e Jacopo. Fino almeno agli anni settanta del Novecento all'esterno del convento, dove oggi si vede una fascia malridotta a graffito, era appeso uno stemma mediceo in pietra, sotto il quale si trovava un'iscrizione dedicatoria a Cosimo I, che ricordava la creazione del convento nel 1567, dopo dieci anni dall'alluvione del 1557. A quella data le monache si erano già trasferite in via San Gallo (al monastero del Ceppo), e nella zona ebbe sede l'istituto provvidenziale. |
|          | 17       | Casa                               | L'edificio presenta su via delle Casine un elegante per quanto contenuto prospetto organizzato su tre piani per tre assi. D'angolo con via dei Conciatori è un tabernacolo settecentesco che conserva una terracotta raffigurante la Madonna col Bambino, sotto al quale è un cartiglio con una invocazione alla Vergine. La casa è tuttavia segnalata nella letteratura soprattutto per la presenza, sul lato di via dei Conciatori, di un traguardo frammentario (manca una significativa porzione centrale) a segnare l'altezza delle acque qui raggiunta durante l'alluvione del 3 ottobre 1740 (il traguardo risultava ancora integro ai tempi della compilazione del repertorio di Francesco Bigazzi e quindi di quello di Bargellini e Guarnieri). Decisamente più in alto, sempre da questo lato, è un ulteriore traguardo che indica il livello raggiunto dall'alluvione del 4 novembre 1966. |
|          | 31 rosso | Ex-teatro Brendel                  | L'edificio ospitava un antico teatro, presumibilmente risalente alla prima metà dell'Ottocento, costruito su una parte dell'antico monastero dei Santi Jacopo e Lorenzo, soppresso dal governo lorenese. Nel 1865, divenne la sede dell'Accademia dei Fidenti, passando successivamente alla gestione dell'accademia filodrammatica di Alberto Noto nel 1872. In seguito a un periodo di abbandono, fu scelto da Eleonora Duse per prove e perfezionamento di spettacoli sperimentali su testi di Ibsen, e fu intitolato Teatro Brendel in omaggio a Ulrik Brendel. Rimase attivo fino alla seconda guerra mondiale, presentando nel 1928 la prima di Scamandro di Pirandello. Dopo essere stato adibito a circolo ricreativo e magazzino, l'ambiente precedentemente utilizzato come teatro fu occupato e restaurato dallo studio di architettura di Marco Pozzoli. |
|          | 25       | Casa                               | Un edificio forma un acuto sprone con via Ghibellina, evidentemente riconfigurato nei prospetti e soprelevato, ma che nell'insieme dei suoi volumi rende ragione alla denominazione di "casina"; sulla cantonata ha una piccola edicola in pietra serena, oltremodo abrasa, di fattura seicentesca, che dal 2003 accoglie una pittura murale di Alan Pascuzzi raffigurante la Resurrezione. |
|          | s.n.     | Casa                               | L'edificio, a tre piani, chiude via delle Casine impostando il suo fianco minore quasi ad angolo retto rispetto al filo delle case precedenti, per poi proseguire con la sua facciata principale di tre assi su via Ghibellina. Si tratta di una palazzina ottocentesca, in parte riconfigurata agli inizi del Novecento, comunque di carattere decisamente prossimo ad altre che fiancheggiano questo tratto della strada. La particolarità dell'edificio risiede in realtà sul breve tratto di conci di pietraforte che ne definiscono il canto: qui è inciso direttamente su uno dei conci il traguardo raggiunto dalle acque durante l'alluvione del 1547, poco sopra, dal lato di via delle Casine, è una targhetta metallica che indica invece il livello dell'alluvione del 1844. Un ulteriore traguardo è poi dal lato di via Ghibellina, decisamente più alto rispetto ai precedenti, a segnare dove giunsero le acque il 4 novembre 1966.                                                             |

### Lapidi
La strada è ricca di iscrizioni. Nel tratto tra via Tripoli e via San Giuseppe, vicino al tabernacolo di Sant'Onofrio, una targa del 1398 parla di un fosso che passava di qui sbucando in Arno (è abrasa per metà, ma nota da trascrizioni):
| MCCCLXXXXVIII DEL MESE DI NOVEMBRE FU COCE(n) DUTO E CO(n) SENTITO P(er) L'OFFICIO ET OFFICIALI DELLA TORRE ALLA COMPAGINA ET SPEDALE DI SMTO NOFRI IN LUOGO D'ELEMO SINA P(er) PIU LORO COMODITA ET P(er) PIU BELLEZZA DELLE VIE DALLATO DI POTERE MURARE DENTRO A QUESTE MUR A LA FOSSA CHE VA VERSO EL FIUME D ARNO LA QUALE E TUCTA DEL COMUNE ET FU RISERVATO I(n) P(er) PETUO AL DECTO COMUNE ET OFFICIO POTERE DOGNI TEMPO ENTRARE NEL PRESENTE GIARDINO A VEDERE ET P ROVEDERE LE RAGIONI D ESSO COMUNE ETFARE TENERE NETTA ET RIMONDA LA DETTA FOS SA COME ET QUANTO NELLA LORO DELIBERA TIONE APPARISCE |

Al 17, in angolo con via dei Conciatori, una memoria dell'alluvione del 3 ottobre 1740, su un edificio con un tabernacolo settecentesco che conserva una terracotta raffigurante la Madonna con il Bambino (copia con varianti da un originale di Benedetto da Maiano), sotto al quale è un cartiglio con una invocazione alla Vergine ("Regina advocata nostra ora pro nobis"); il traguardo dell'alluvione è frammentario (manca una significativa porzione centrale, che risultava ancora integra ai tempi della compilazione del repertorio di Francesco Bigazzi e quindi di quello di Bargellini e Guarnieri); decisamente più in alto, sempre da questo lato, è un ulteriore traguardo che indica il livello raggiunto dall'alluvione del 4 novembre 1966. Altri segni di alluvioni si trovano all'angolo con via Ghibellina: sul breve tratto di conci di pietra che ne definiscono il canto è inciso direttamente su uno di essi il traguardo raggiunto dalle acque durante l'alluvione del 1547 («1547 l'Arno fu qui a 13 d'Agosto»), poco sopra, dal lato di via delle Casine, è una targhetta metallica che indica invece il livello dell'alluvione del 1844 («Qui giunse l'acqua d'Arno nel 3 novembre 1844»); anche in questo caso un ulteriore traguardo, decisamente più alto rispetto ai precedenti, è poi dal lato di via Ghibellina a segnare dove giunsero le acque il 4 novembre 1966.

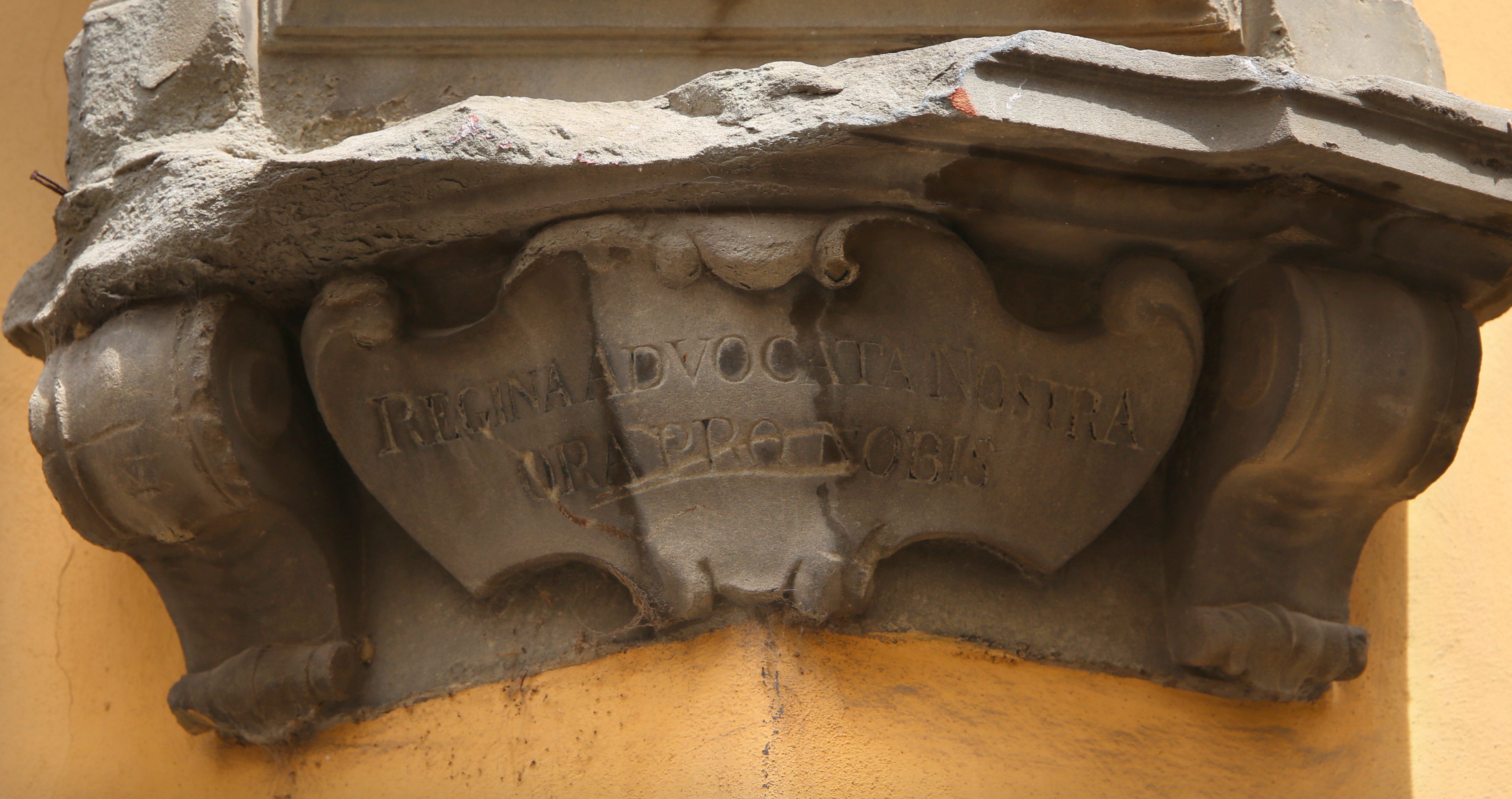
Iscrizione sotto il tabernacolo
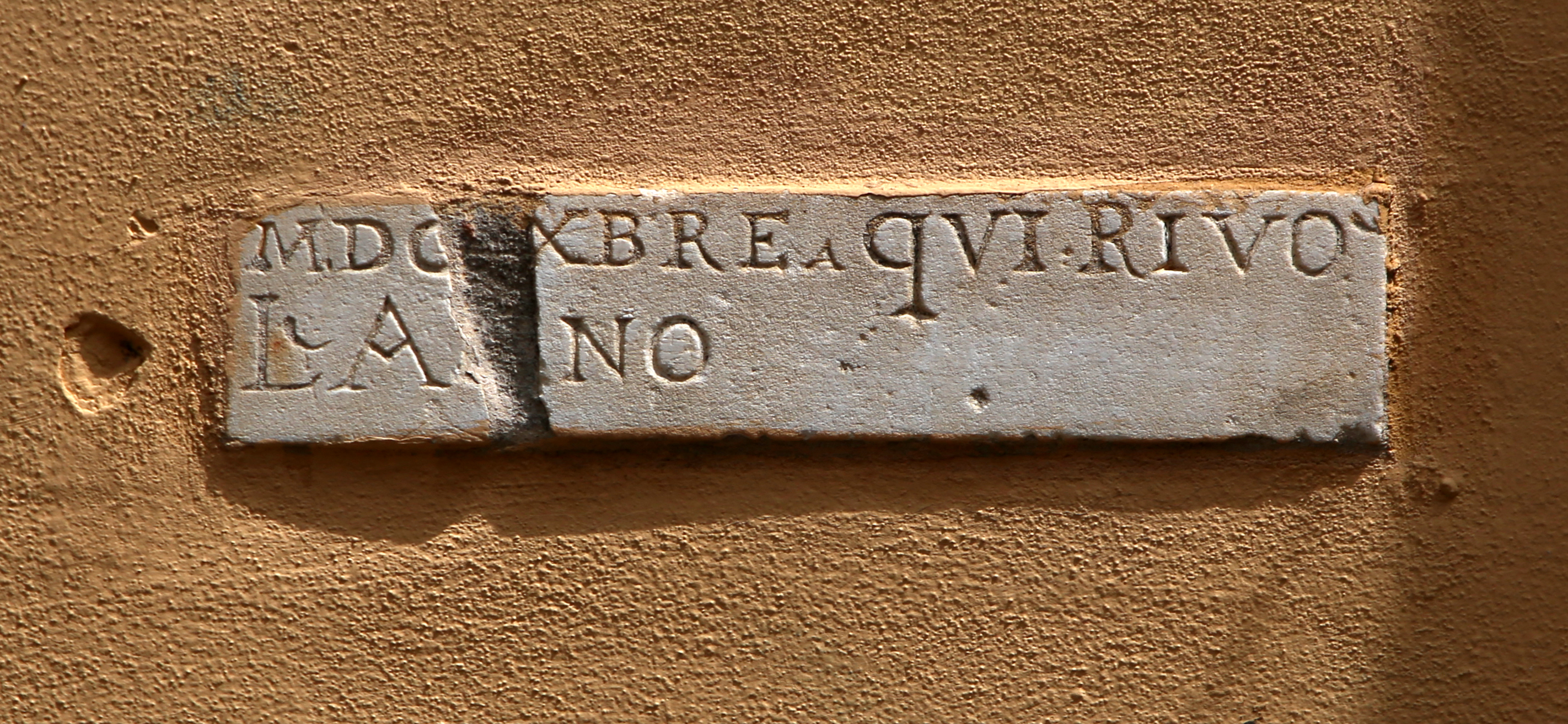
Alluvione del 1740
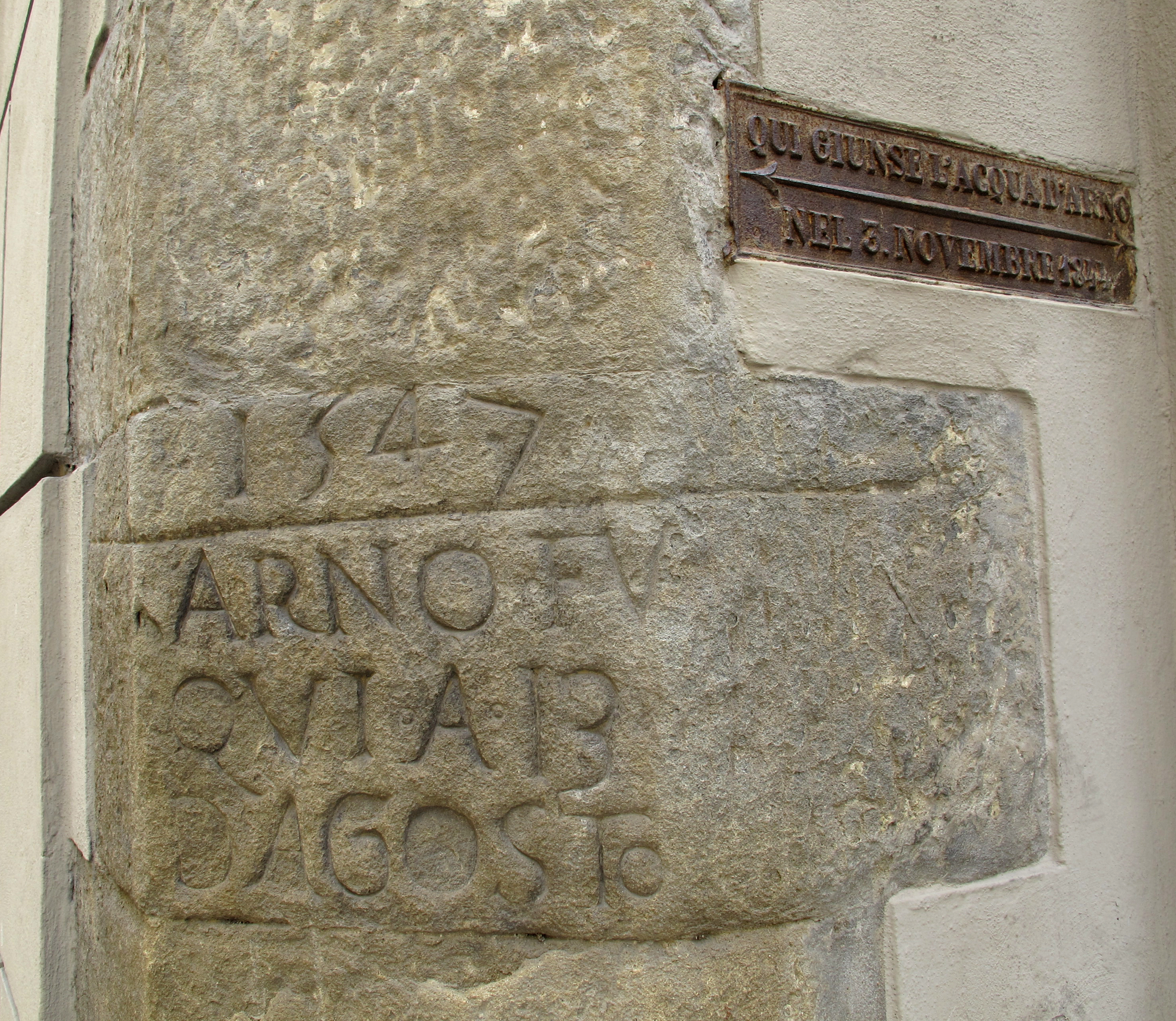
Alluvione del 1547 e del 1844

Al 16 una memoria degli Anni di Piombo, legata a Fausto Dionisi, un Agente della Polizia ucciso durante un fallito agguato di alcuni militanti di Prima Linea, che volevano far evadere alcuni detenuti dal carcere delle Murate:
| QUI CADDE IL 20 GENNAIO 1978 NELL'ADEMPIMENTO DEL SUO DOVERE FAUSTO DIONISI APPUNTATO DI PUBBLICA SICUREZZA VITTIMA DEL TERRORISMO IL COMUNE DI FIRENZE 1999 |

Al 17, sul fabbricato moderno di un ampio magazzino, si nota una lapide in pietraforte antica per forma e per stato di conservazione, purtroppo molto consunto. Vi si riconoscono le lettere iniziali ("Co...") e potrebbe essere stato un pietrino di una compagnia.

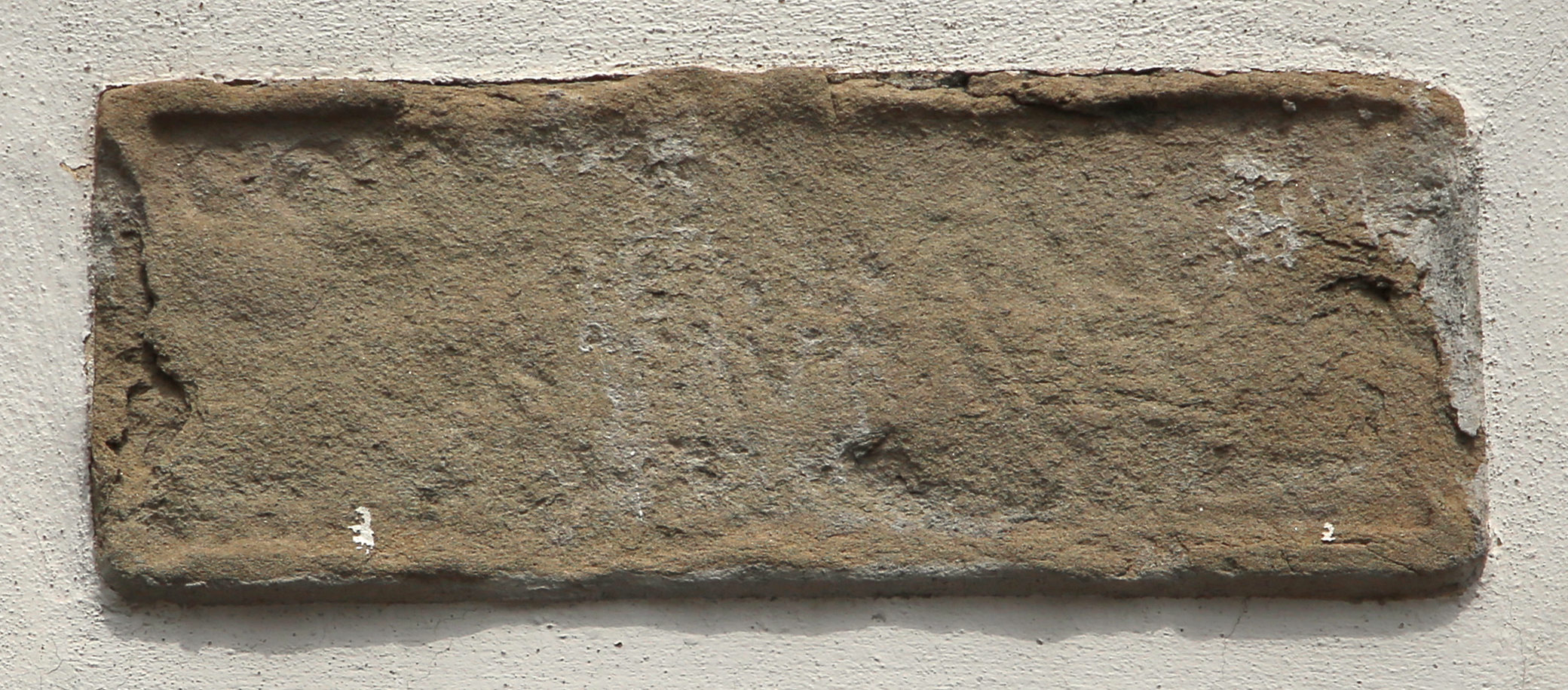
Lapide al n. 17

Francesco Bigazzi (1887) riporta inoltre il testo di tre lapidi dei Signori Otto. La prima era presso la canonica di San Giuseppe:
I. SRI OTTO PROIBISCONO CHE

NO SI FACCIA.BRVTTVRA

DI SORTA ALCHVNA NE

GIVCARE.ALLA PALLA.SOTTO

PENA DI Δ 2 E 2 TRATTI

DI FVNE E LALBITRIO

LORO LANO

1613

La seconda era vicino al confine del monastero di San Jacopo e recitava:
LI SPETTABILI SIG. OTTO DI GVARDIA

E BALIA DELLA CITTA DI FIRENZE PROI

BISCONO IN FVTVRO A TUTTE LE MERE

TRICI, E DONNE DI SOSPETTO, O MALA

VITA HABITARE VICINO AL MONASTERO

DELLE RRDE MONACHE DI S. IACOPO

A BRACCIA DVGENTO PER OGNI VERSO

SOTTO PENA DI DUCATI VENTICINQVE

E ARBITRIO, CATTVRA TVTTO MAD.O
La terza era presso il monastero delle Murate ed era simile a un'altra in via Ghibellina (cambia solo la data):
A Dİ XVII DI GIVGNO.MDCXII.

GLI SPL. SS. OTT.O DI BALIA DELA CITTA

DI FIRENZE PROHIBISC.O CHE INTORNO AL MO

NASTERO DELE MONACHE DELLE MVRATE

ET VICINO A QUELLO A BRACA C.O NE VI SI

GIOCHI P ALCVNO ET FANCIVLLI ALA PALLA

NE A QVALSIVOGLIA ALTRO GIOCO ET

DI NOTTE NON VI SI SONI NE CANTI CA

NZONE ET ALTRO SOTTO PENA DLLA

CATTVRA ET DLLO ALBITRIO LORO

Per esteso: «A dì 17 di giugno 1612 gli spettabili Signori Otto di Balìa della città di Firenze proibiscono che intorno al monastero delle monache delle Murate e vicino ad esso per braccia cento né vi si giochi alcuno né fanciullo alla palla né a qualsivoglia altro gioco, e che di notte non vi si suoni né canti canzone né altro, sotto pena della cattura e dell'arbitrio loro».

### Tabernacoli

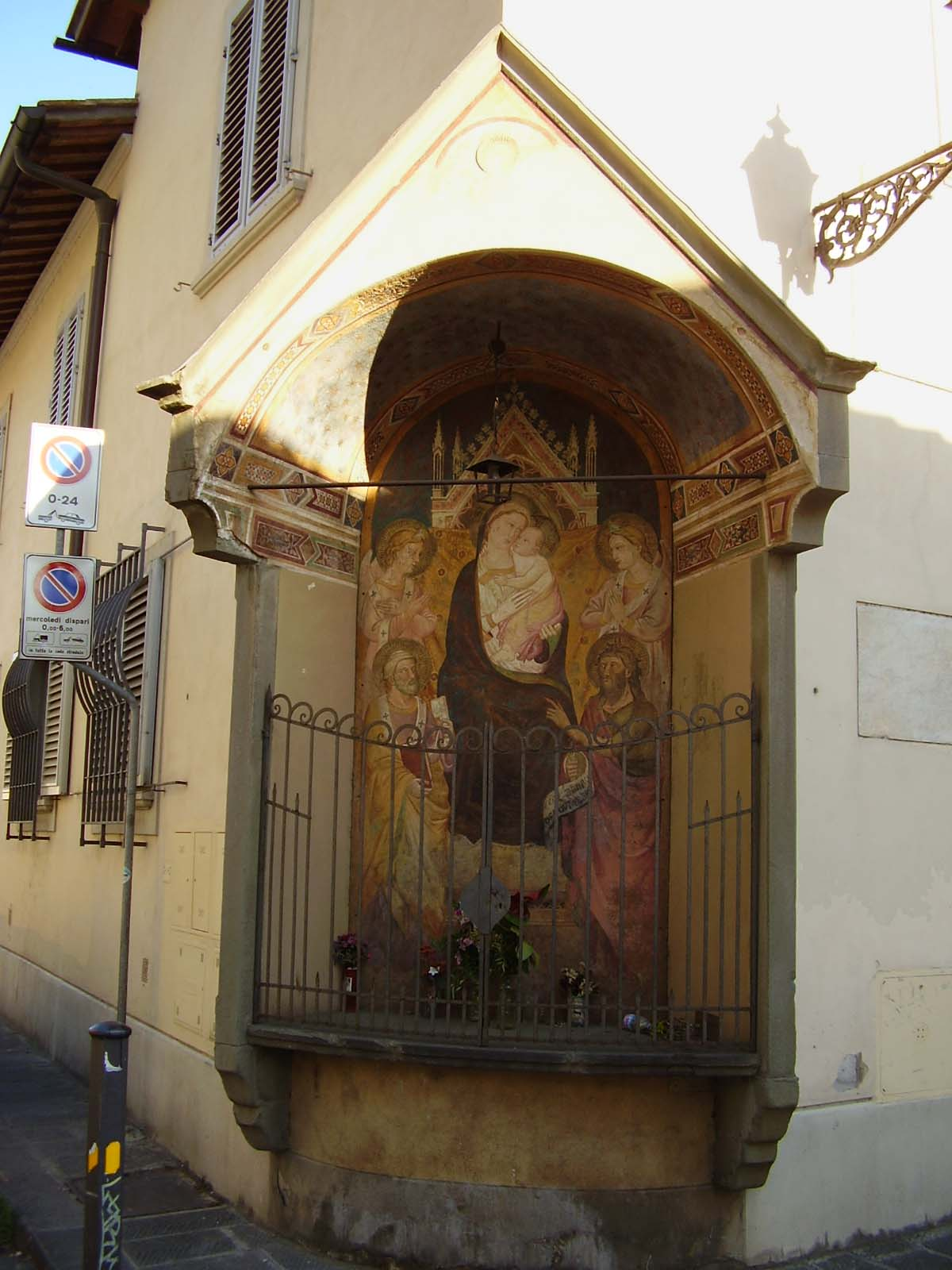
Il tabernacolo di Sant'Onofrio

All'incrocio con via dei Malcontenti e via San Giuseppe si trova un grande tabernacolo eretto a conforto dei condannati a morte che percorrevano anticamente questa strada. Raffigura la Madonna col Bambino tra i santi Giovanni e Pietro ed è di un seguace di Niccolò Gerini (oggi sostituito da una copia).
Al 9 una tavoletta in terracotta mostra un rilievo della Madonna col bambino derivato da modelli rinascimentali, di Giuliano da Maiano
Al 17, all'angolo con via dei Conciatori, si trova un tabernacolo in pietra serena, che contiiene una replica, probabilmente ottocentesca, di una Madonna col Bambino a bassorilievo di Benedetto da Maiano. Sulla cornice si legge l'iscrizione "Regina Advocata nostra ora pro nobis". Vicino al tabernacolo si trovano due lapidi che ricordano delle alluvioni: quella del 1844 e, più in alto, quella del 1966.
Al 25, in angolo con via Ghibellina e davanti al convento delle Murate, in quello che era il confine degli orti delle Francescane dei Santi Jacopo e Lorenzo, si trova un'edicola probabilmente seicentesca, in cui era leggibile l'iscrizione "Ave Maria". Nel 2003 vi è stata inserita una Resurrezione ad affresco dipinta da Alan Pascuzzi. 

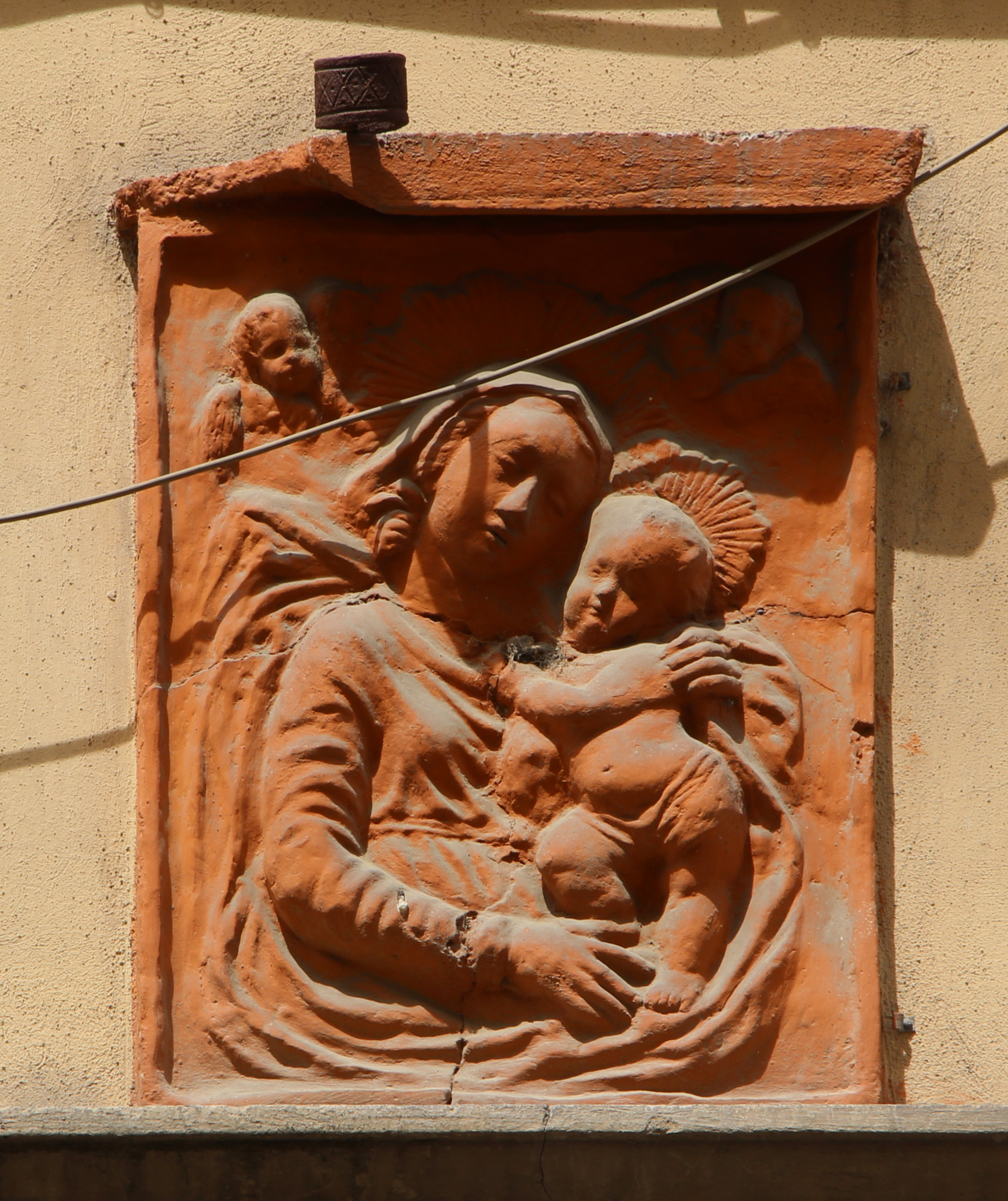
Il tabernacolo al n. 9
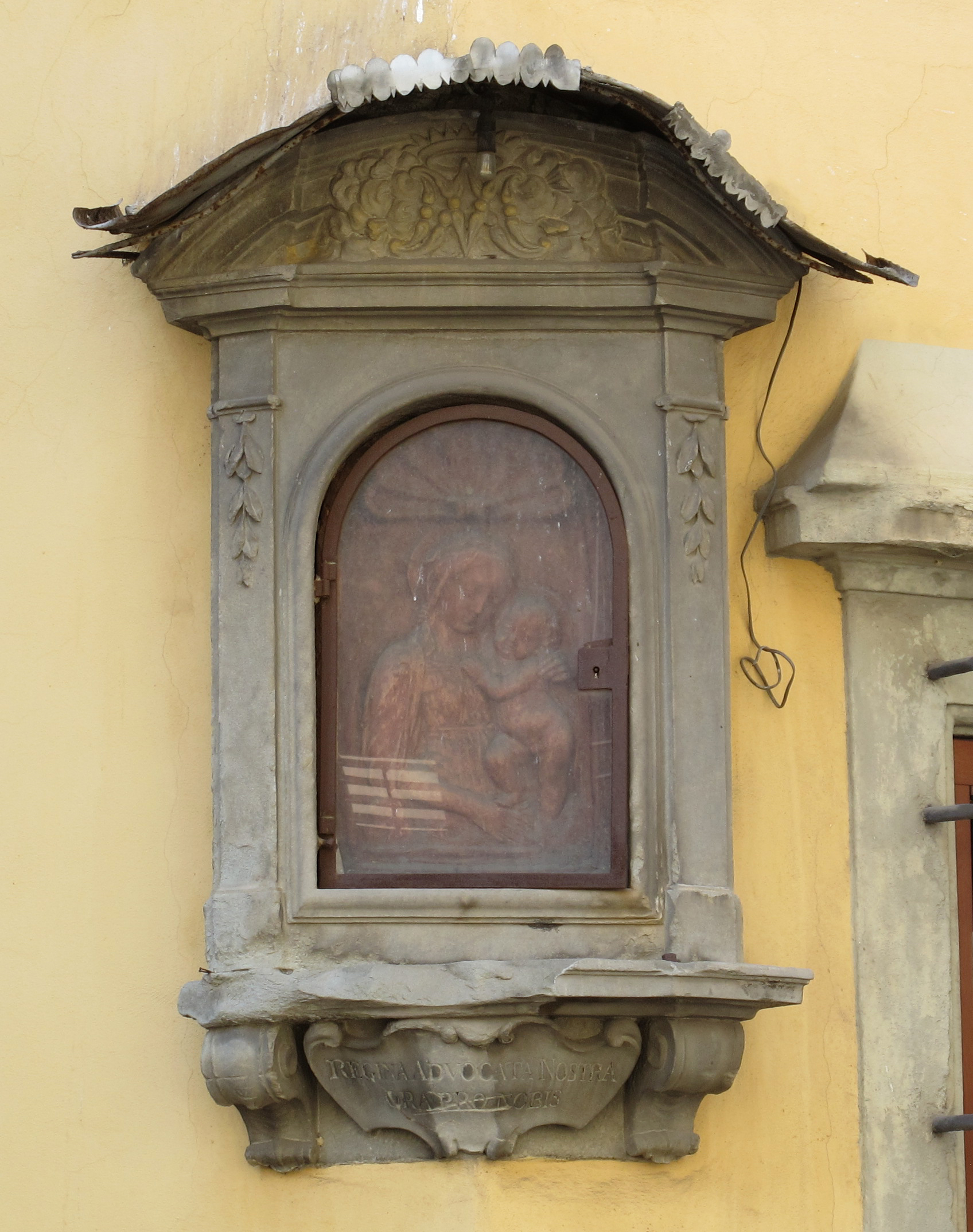
Il tabernacolo in angolo con via dei Conciatori
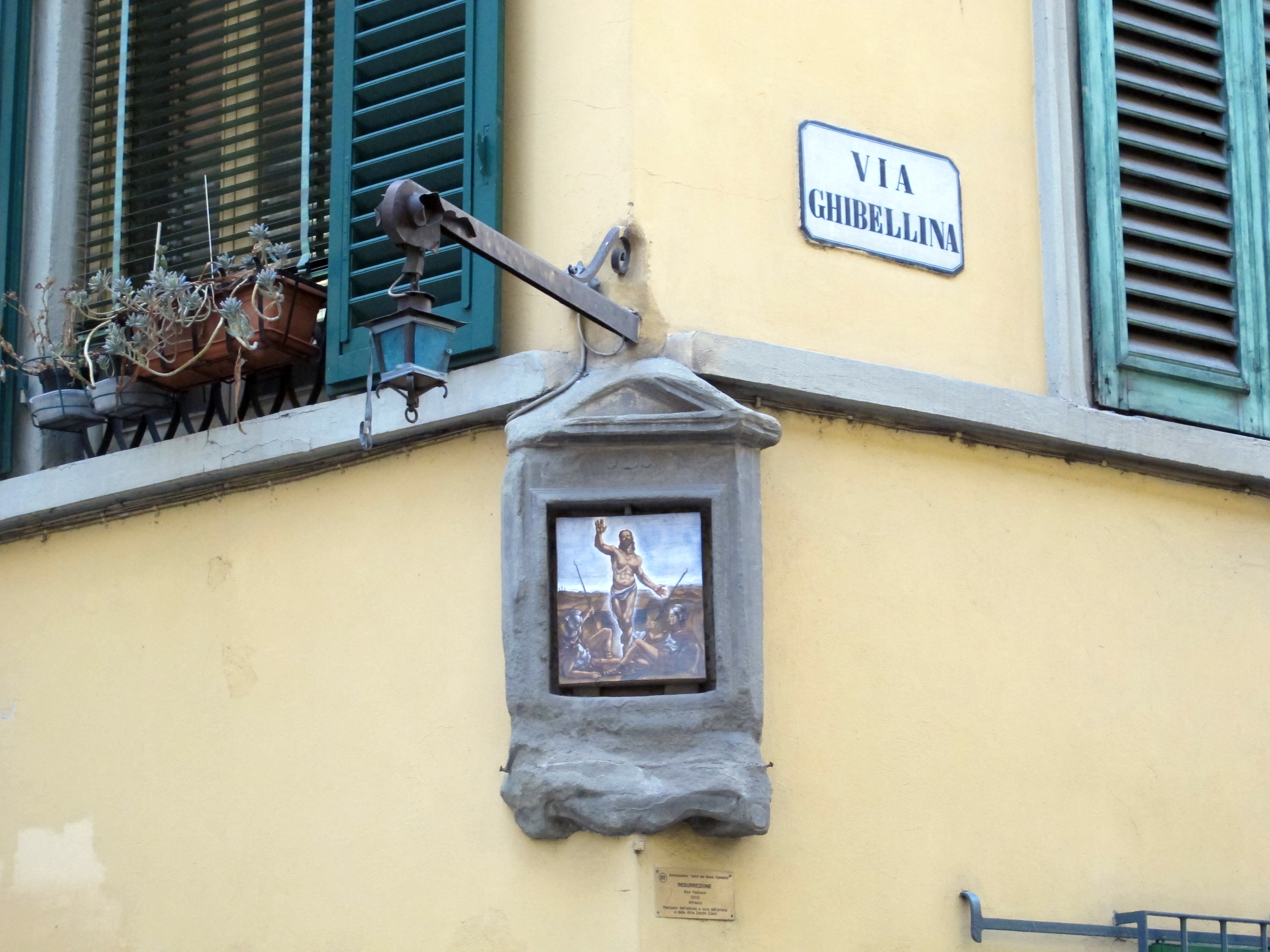
Il tabernacolo in angolo con via Ghibellina

## Via Pietro Thouar

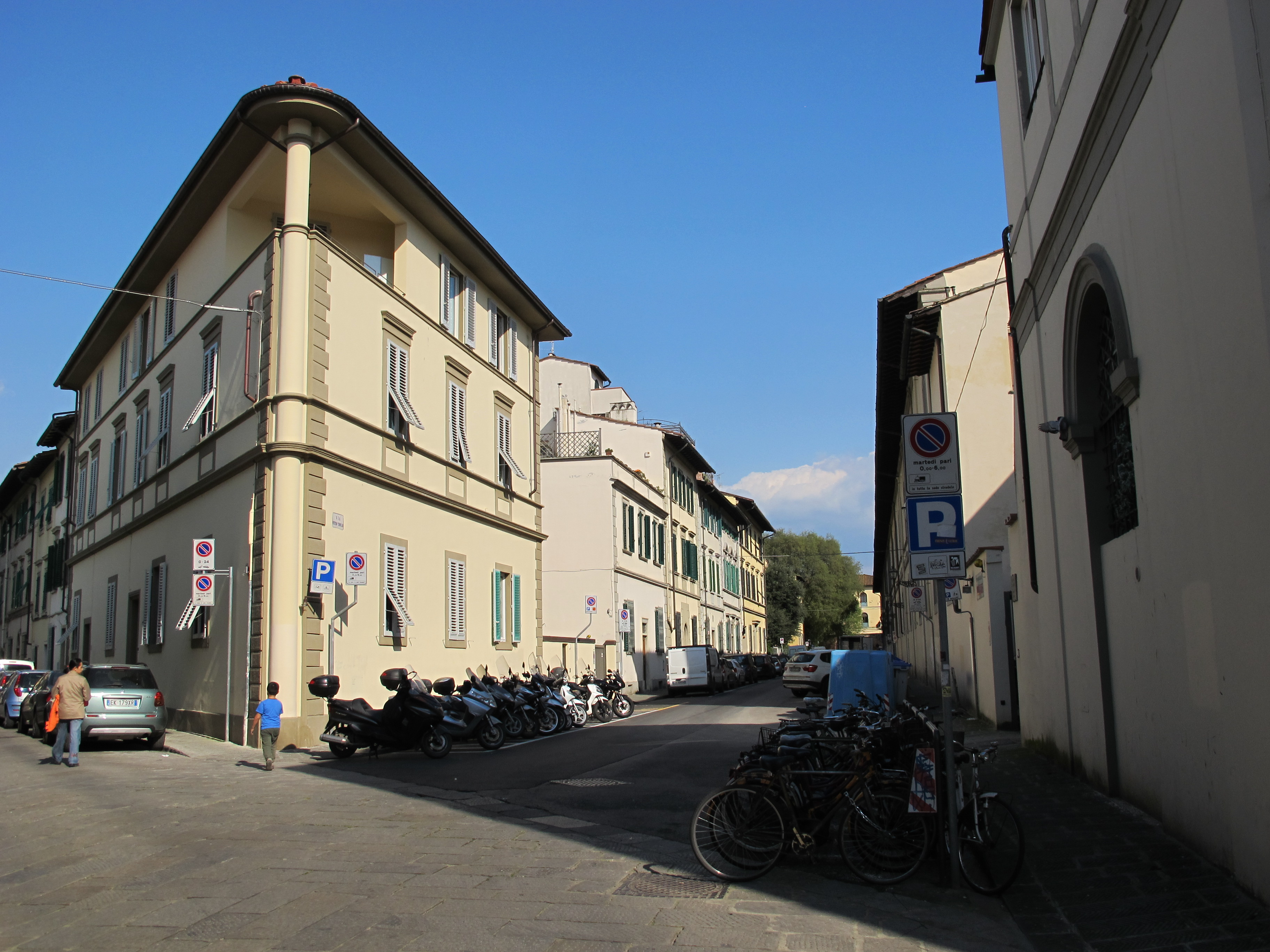
Via Pietro Thouar

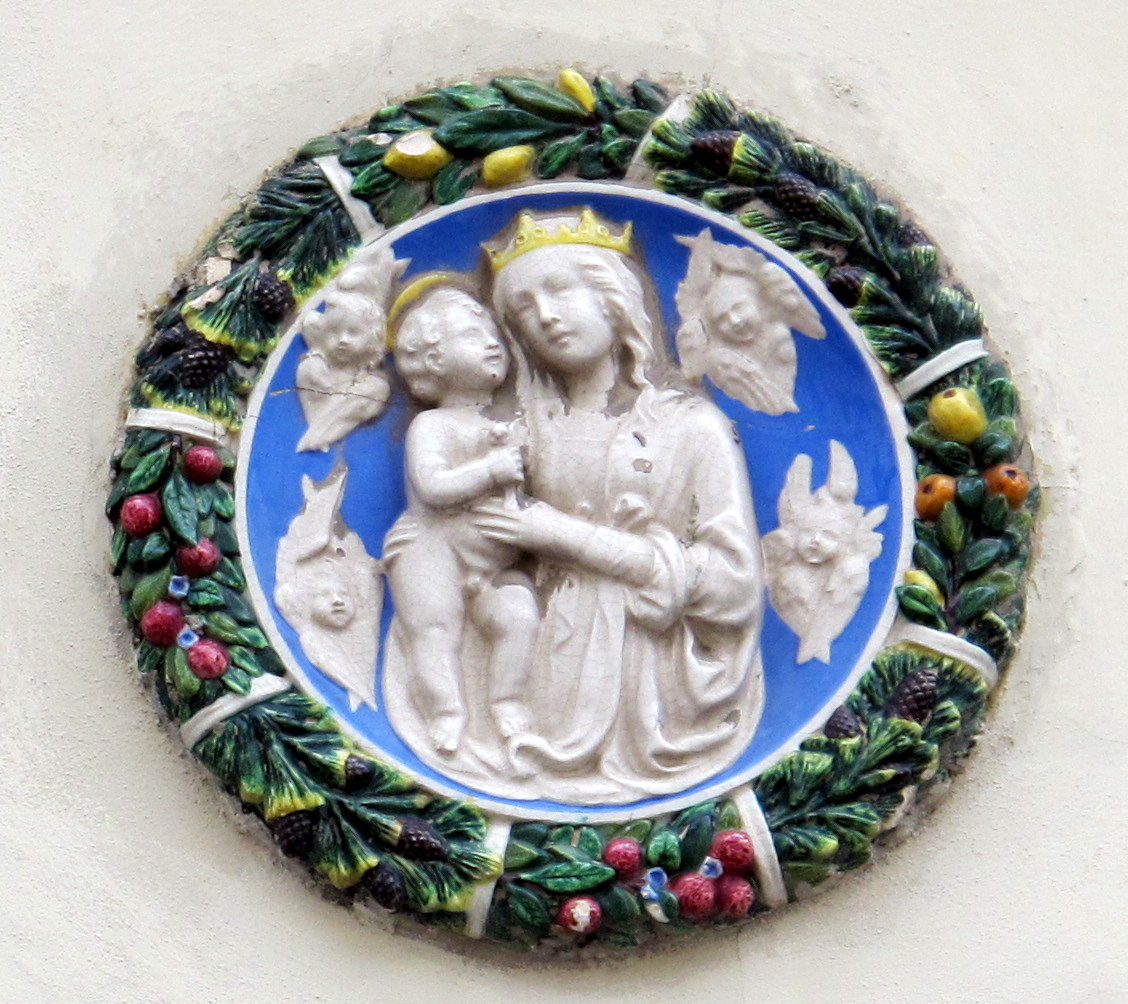
Il tondo con la Madonna col Bambino, in stile robbiano, di via Thouar

Una diramazione di via delle Casine è via Pietro Thouar, che conduce fino al viale della Giovine Italia. La brave strada, dedicata all'educatore che fu ospite nell'infanzia e direttore nella maturità della Pia Casa Montedomini. La strada fu aperta verso il 1866, costeggiando il lato nord di Montedomini appositamente ampliato in quell'occasione con una nuova ala, dotata di un ingresso secondario. Nel 1872 figura per la prima volta in uno stradario. Sul lato opposto, al numero 8, si trova l'Istituto di Nostra Signora del Sacro Cuore, preceduto da una fila d'alberi e un piccolo giardino. Al 2, infine, in angolo col viale della Giovine Italia si trova il Villino Coppini.
Al 14 un piccolo tondo robbiano mostra una Madonna col Bambino. 
La strada conserva ancora oggi carattere appartato, con scarso passaggio automobilistico e pedonale.